# Begyndelser
Begyndelser (internationaler Titel: Beginnings) ist ein Spielfilm von Jeanette Nordahl aus dem Jahr 2025.

## Handlung
Ane und Thomas haben beschlossen, sich zu trennen. Bevor sie ihren Kindern von der Scheidung erzählen können, erleidet Ane einen Schlaganfall. Dieses schwerwiegende Ereignis zwingt die beiden zusammenzubleiben. Das geplante Gespräch mit den Kindern wird vertagt.

## Veröffentlichung
Die Weltpremiere erfolgte im Februar 2025 im Rahmen der Internationalen Filmfestspiele Berlin. Dort wurde das Werk in die Sektion Panorama aufgenommen.